# Biobío (region)
Región del Biobío är en region i republiken Chile. Regionen kallas vanligen för VIII Región, med andra ord den åttonde regionen. Regionen består av fyra provinser och är landets näst viktigaste region efter huvudstadsregionen Región Metropolitana de Santiago. Regionens huvudstad är Concepción, med ungefär 290 000 invånare. Andra stora städer är Chillán, Coronel, Hualpén, Los Ángeles och Talcahuano.

## Geografi
Regionen gränsar västerut med Stilla havet och österut med Argentina. Den sjunde regionen, Región del Maule, ligger norr och den nionde, Región de la Araucanía söder om Biobío. Regionen är hårt drabbad av jordbävningar, bland annat jordbävningen i Valdivia 1960 som uppmätte 9,5 på richterskalan, samt jordbävningen utanför Chile 2010 som uppmätte 8,8.

### Provinser
Regionen består av tre provinser. Tidigare fanns det fyra men Provincia de Ñuble bildade 2018 regionen Ñuble.
- Provincia de Bío-Bío, med ungefär 350 000 invånare där huvudstaden är Los Ángeles
- Provincia de Concepción, den största provinsen med cirka 910 000 invånare samt den största staden, tillika huvudstaden i provinsen, Concepción
- Provincia de Arauco, som är den befolkningsmässigt minsta provinsen, ungefär 155 000 invånare, provinshuvudstaden är Lebu

## Demografi
Enligt 2002 års folkräkning var regionen Chiles näst största, efter Región Metropolitana de Santiago, med 1 861 562 invånare. 1992 var folkmängden 1 734 305 vilket innebär att regionen mellan 1992 och 2002 hade en befolkningsökning på strax över 7 %, vilket var den näst lägsta i hela landet - den enda regionen med sämre var Región de Magallanes y de la Antártica Chilena, som täcker Chiles sydligaste spets (Patagonien) samt Antarktis.
1 528 306 personer bodde i tätbefolkade områden enligt folkräkningen 2002, vilket innebar 82,1 % av hela regionens befolkning och att 333 526 bodde på landsbygden (17,9 % av regionens befolkning).